# سوکهریز
روستای سوکهریز روستایی از توابع بخش مرکزی شهرستان خرمدره، شهرستان خرمدره و استان زنجان است. است.این روستا در  خرمدره واقع شده و در فاصله حدود ۹کیلومتری غرب شهر خرمدره قرار دارد. این روستا در منطقه‌ای نیمه کوهستانی واقع‌ شده است. به همین دلیل در شش ماه دوم سال، هوا بسیار سرد است. و در تابستان آب و هوایی بسیار خنک و معتدل دارد.ارتفاع این روستا از سطح دریا حدود۱۷۰۲متر است.

## جمعیت
جمعیت روستای سوکهریز،بر اساس آمار سال۱۳۹۵ حدود ۲۵۶۰نفر،معادل۷۸۶ خانوار می باشد

## جاذبه های گردشگری
این روستا از سرسبز ترین روستا های شهرستان خرمدره است و باغات بسیار زیاد از جمله گیلاس،لوبیا،انگور،سیب،زردآلو،خیار،گوجه و سایر سبزیجات محلی و سایر میوه ها را دارد. محدوده جاده سوکهریز به خرمدره به علت معتدل بودن آب وهوا سرسبز بودنش،از جاده های توریستی و گردشگری شهرستان محسوب می شود و در ایام تابستان بسیار با صفا و سرسبز است و یکی از جاذبه های بزرگ گردشگری شهرستان خرمدره می باشد.

## قدمت تاریخی
این روستا دارای قدمت کهن است که با اشاره به قزقلعه این روستا بیانگر تاریخی بودن آن است. محوطه قیزلار قلعه سی یکی از آثار ملی ثبت‌شده ایران در خرم‌دره است که قدمت آن مربوط به اشکانی‌ساسانی است و در تاریخ  ۱۷ خرداد ۱۳۸۵ به شماره ثبت ۱۵۴۳۱ در مجموعه آثار تاریخی ایران ثبت‌شده است.

## منبع
- مشارکت‌کنندگان ویکی‌پدیا. «Su Kahriz». در دانشنامهٔ ویکی‌پدیای انگلیسی، بازبینی‌شده در ۲۸ ژانویه ۲۰۱۴.

1. ↑  «سوکهریز · ایران». سوکهریز · ایران. دریافت‌شده در ۲۰۲۳-۰۷-۲۸.
2. ↑  «تعیین طول و عرض جغرافیایی و ارتفاع از سطح دریا | باحساب». www.bahesab.ir. دریافت‌شده در ۲۰۲۳-۰۷-۲۸.
3. ↑  «Wayback Machine». web.archive.org. ۲۰۲۲-۰۴-۲۷. بایگانی‌شده از اصلی در ۲۷ آوریل ۲۰۲۲. دریافت‌شده در ۲۰۲۳-۰۷-۲۸.
4. ↑  «جاده داسداران به جاده سوکهریز». جاده داسداران به جاده سوکهریز. دریافت‌شده در ۲۰۲۳-۰۷-۲۸.
5. ↑  «روستای سوكهریز خرمدره | عکس + آدرس + تلفن + موقعیت جغرافیایی». irantourismonline.com. دریافت‌شده در ۲۰۲۳-۰۷-۲۸.
6. ↑  «جاده توریستی سوکهریز / خرم دره بی نظیر در طبیعت بکر+ تصاویر». dana.ir. دریافت‌شده در ۲۰۲۳-۰۷-۲۸.
7. ↑  «جاده توریستی سوکهریز به خرمدره خرمدره‎». همگردی. دریافت‌شده در ۲۰۲۳-۰۷-۲۸.
8. ↑  «روستای سوکهریز و جاذبه‌های حیرت‌انگیز آن». روستا نیوز. ۲۰۲۲-۰۹-۰۴. دریافت‌شده در ۲۰۲۳-۰۷-۰۶.[پیوند مرده]